# Pieter de Hooch
Pieter de Hooch (albo Hoogh) (ochrz. 20 grudnia 1629 w Rotterdamie, poch. 24 marca 1684 w Amsterdamie) – holenderski malarz. Jeden z głównych przedstawicieli nurtu rodzajowego w malarstwie holenderskim XVII wieku. Malował osoby zajęte codziennymi czynnościami, znajdujące się w mieszczańskich wnętrzach, na uliczkach i podwórkach.

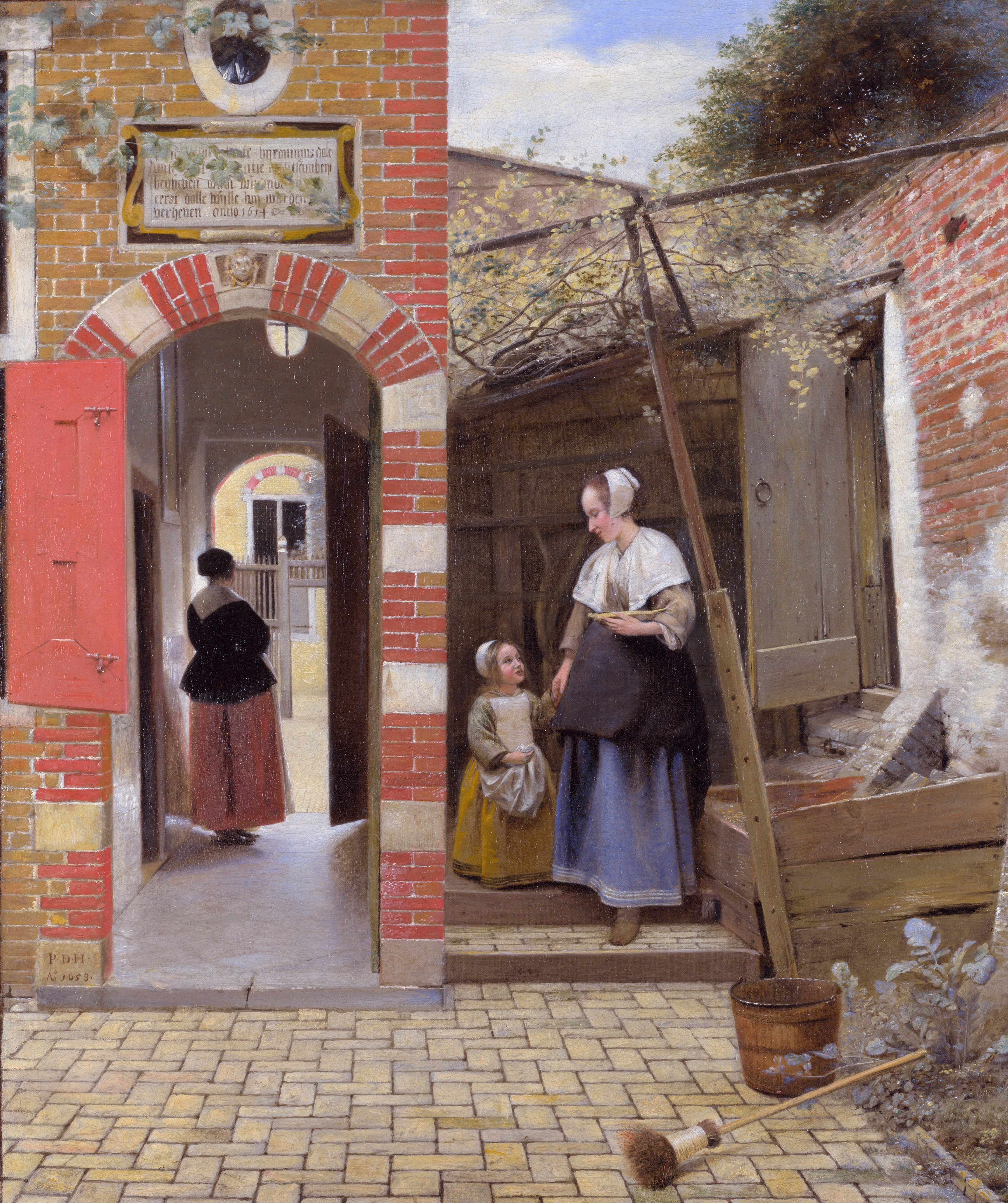
Podwórze domu w Delfcie, 1658, National Gallery Londyn

## Życiorys
Prawdopodobnie uczył się u Nicolaesa Berchema w Haarlemie. W 1652 został wzmiankowany jako malarz i służący Justusa de la Grande, który zajmował się handlem suknem. W 1652 przeniósł się z rodzinnego Rotterdamu do Delftu, zaś dwa lata później ożenił się z Jannetge de la Burgh, przypuszczalnie siostrą malarza Hendricka van der Burgha. W 1655 Pieter de Hooch wzmiankowany jako mistrz w gildii św. Łukasza w Delfcie. Około 1660 przeniósł się do Amsterdamu, gdzie spędził resztę życia. Zamieszkał w Jordaan, jednej z najuboższych dzielnic stolicy Holandii. Zmarł w Dolhuis – domu dla obłąkanych, przy kanale Kloveniersburgwal, pochowany został w Sint-Anthonis-Kerkhof.

## Twórczość
Twórczość Pietera de Hoocha dzieli się na trzy okresy związane z miejscami zamieszkania artysty: Rotterdamem, Delftem i Amsterdamem. Przez całe życie malował przede wszystkim sceny rodzajowe.

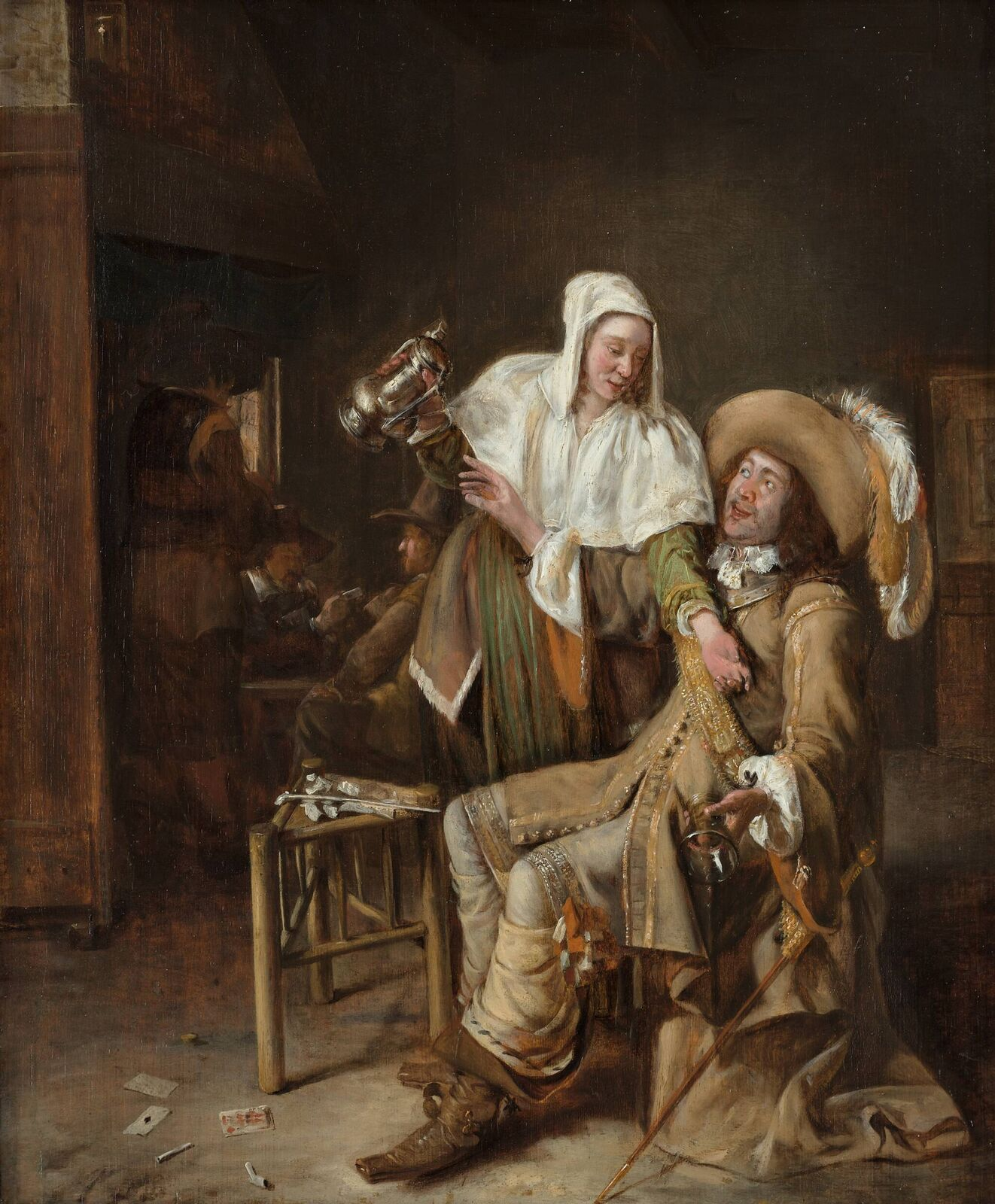
Pusty kielich, 1652, Museum Boijmans Van Beuningen Rotterdam

### Okres rotterdamski
W okresie rotterdamskim malował sceny chłopskie, „wartownie” (Dwóch żołnierzy, służąca z trębaczem), wnętrza, w których przedstawiał epizody z życia żołnierzy (Pusty kielich), Łączył tradycję Pietera Coddego, Willema Cornelisz. Duystera i Antoniego Palamdesza z nowymi tendencjami malarstwa rodzajowego preferowanymi wówczas przez Gerbranda van den Eeckhouta i Ludolfa de Jongha. Jeszcze w Rotterdamie rozwinął na szeroką skalę wątki rodzajowe typu sceny domowe czy życie towarzyskie w mieszczańskich wnętrzach i na podwórkach. Zamknięta, mroczna przestrzeń charakterystyczna dla pierwszych dzieł de Hoocha została zastąpiona sugestywnymi ujęciami przestrzeni wzbogaconej uważnie obserwowanymi efektami światła dziennego. Wnętrza cechuje uporządkowana perspektywa przez przestwory okien lub drzwi potęgujące pole widzenia (Grający w karty, Podwórko w Delft z kobietą i dzieckiem).

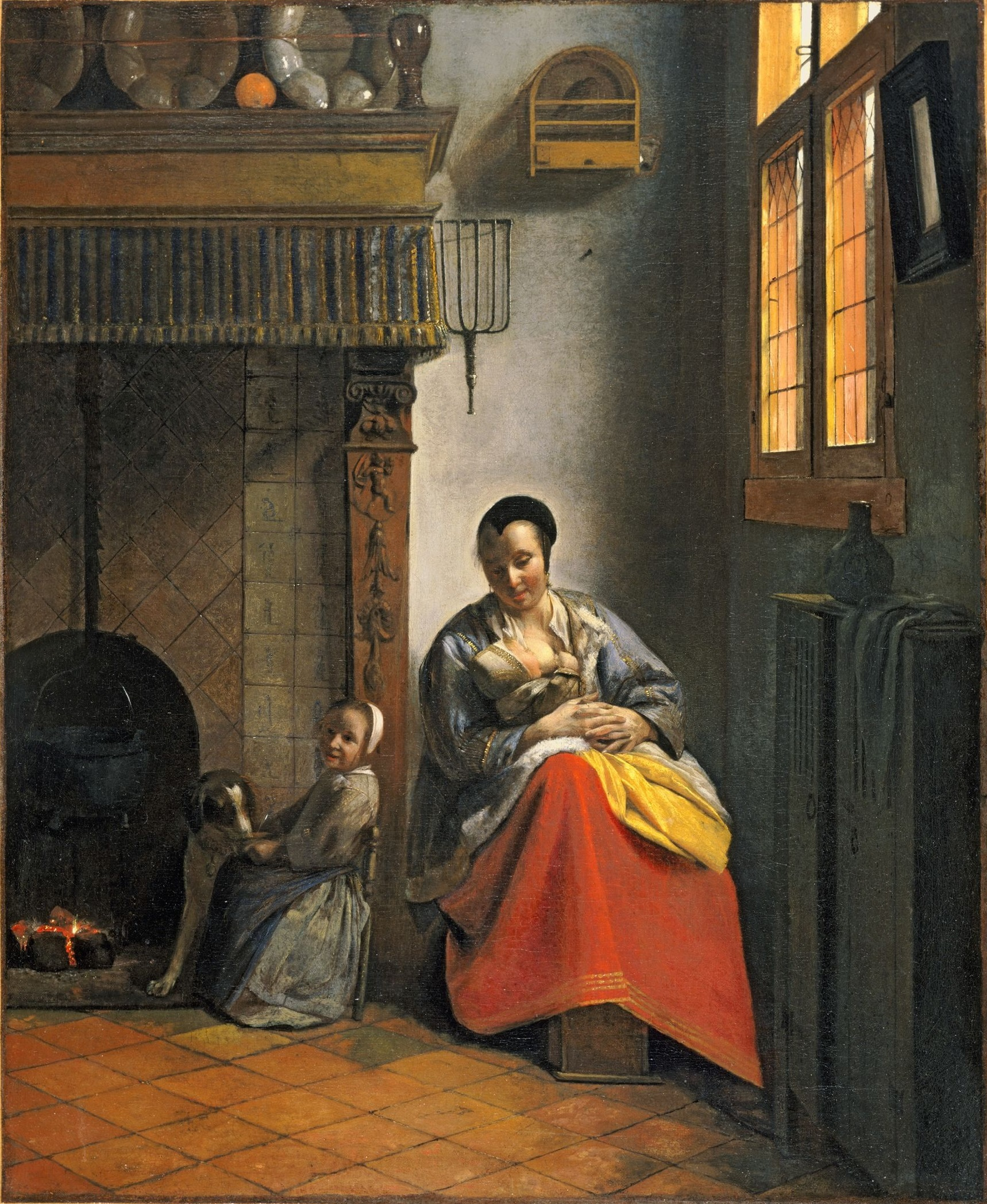
Kobieta karmiąca dziecko, 1658–1660, M.H. de Young Memorial Museum, San Francisco

### Okres delfcki
Podczas pobytu w Delfcie artysta kontynuował tradycję tematów domowych, rozszerzając ich spektrum oraz własny punkt widzenia obserwując życie zarówno bogatego i biednego społeczeństwa. Ponadto rozszerzył gamę kolorystyczną, malując dzieła monochromatycznie i achromatycznie, w tym przypadku używając jasnej skali barwnej. W Delfcie artysta skupił się na przedstawieniach kobiet: nadzorujących służbę (Sypialnia), opiekujących się dziećmi (Matka, Kobieta z dzieckiem na rękach i chłopczykiem, Kobieta karmiąca niemowlę i dziecko bawiące się z psem, Matka zdejmująca gorset przy kołysce), zajętych czynnościami gospodarskimi (Kobieta i służąca na podwórku,Kobieta obierająca warzywa). Jednocześnie kontynuował temat rozrywki, gdzie częstymi bohaterami są grający w karty lub pijący żołnierze w towarzystwie kobiet (Odwiedziny, Grający w karty). W tym okresie miało miejsce wzajemne oddziaływanie twórcze między de Hoochem a Janem Vermeerem (Kobieta ważąca monety).
Artysta nie skupił uwagi na emocjach i relacji między przedstawionymi, ale mimo to trafnie wpisał postaci w domową przestrzeń, środowisko determinujące ich charakter. Tym samym zobrazował życie oraz czystość, ciepło i wygodę domu, co odpowiada atmosferze XVII-wiecznej protestanckiej Holandii, gdzie dom zastąpił kościół w roli miejsca moralnego wychowania i szkoły zachowań społecznych.

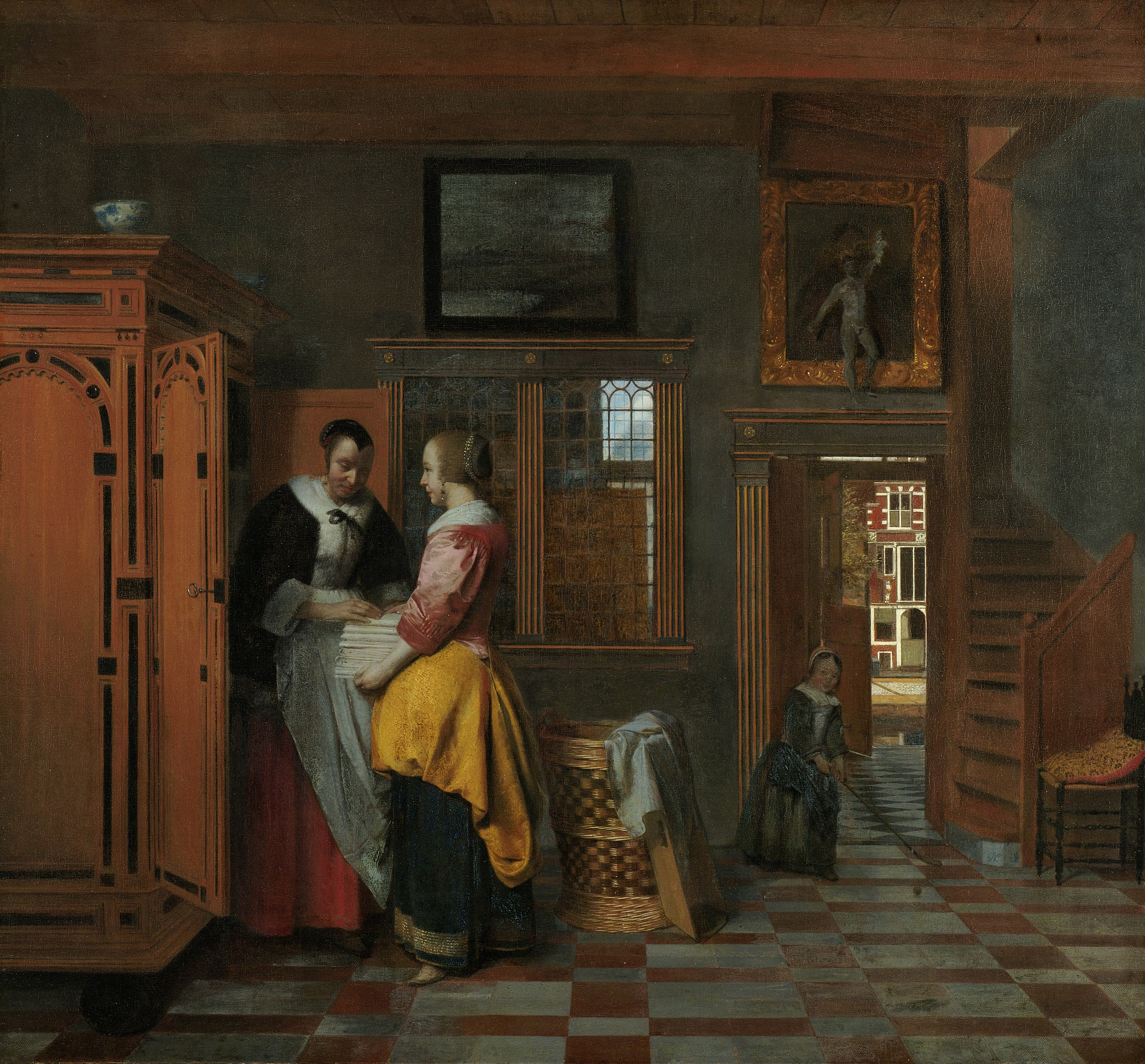
Wnętrze z kobietami przy bieliźniarce, 1663, Rijksmuseum, Amsterdam

### Okres amsterdamski
W Amsterdamie kontynuował twórczość o tematyce domowej, wzbogacając ją o przedstawienia eleganckich, zamożniejszych domostw czy portrety rodzinne. W miejsce delfckich podwórek pojawiają się ogrody, tarasy podmiejskich rezydencji (Wiejski dom), zaś kameralne, skromne izby zostają zastąpione wytwornymi salami (Wnętrze z kobietami przy bieliźniarce, Posiłek w salonie, Kompania tworząca muzykę), m.in. pomieszczeniami amsterdamskiego ratusza (Wnętrze sali rady miejskiej). Wiąże się to nie tylko ze zmianą klienteli na lepiej sytuowaną, lecz także z oddziaływaniem artystów takich jak Jan Steen, Gabriël Metsu (sposób kształtowania otoczenia) i Gerard ter Borch (ujęcie postaci).
Kolorystyka Pietera de Hoocha oscyluje wokół ciepłych tonacji barwnych, z dużą dozą nasycenia. Ze szczególnym upodobaniem używał ostrych czerwieni jako dominanty kompozycyjnej. Kolor ten stosował malując suknie głównych bohaterek wielu obrazów. Oprócz czerwieni w kostiumach zestawiał czernie z bielami. Przestrzenie domowe malował w stonowanych żółciach, beżach, brązach, ugrach, umbrach czy ochrach. Cechą typową dla de Hoocha jest lekko przyćmione światło; artysta wybierał różne kierunki padania światła, często od strony bocznej, gdzie zamieszczał okna.
Dom i jego mieszkańcy był tematem naczelnym w oeuvre de Hoocha. Istotnym aspektem w twórczości de Hooha jest atmosfera i wystrój wnętrza domu i podwórek. Emanuje w nich atmosfera spokoju, wyciszenia. Wykorzystując przestrzeń wnętrz i geometryczne motywy posadzek artysta zastosował wysublimowane rozwiązania perspektywy zbieżnej. Cechą naczelną wnętrz w obrazach artysty jest integracja przestrzeni wnętrza z otoczeniem za pomocą otwartych na oścież drzwi, bram. Często koło drzwi umieszczał ostentacyjnie postać w celu zaakcentowania punktu łączącego bliższy i dalszy plan.
Pieter de Hooch ilustrował życie holenderskiego mieszczaństwa, w okresie rotterdamskim i delfckim przeważał temat mieszkańców o przeciętnej i niskim standardzie życiowym, zaś w okresie amsterdamskim artysta znalazł się w świecie bogatego patrycjatu i stołecznych notabli.
Artysta wywarł wpływ na styl w malarstwie m.in. Pietera Janssensa Elingi, Cornelisa de Mana, Jacopa Ochtervelta, Esaiasa Boursse, jednakże nie znani są uczniowie de Hoocha.

## Pieter de Hooch w Polsce
W zbiorach polskich znajdują się co najmniej 2 jego obrazy: Kobieta skubiąca kaczkę Muzeum Narodowe – Oddział Sztuki Dawnej w Gdańsku i Wnętrze domu Galeria Malarstwa i Rzeźby Muzeum Narodowego w Poznaniu.

## Dzieła
Obecnie znanych jest 84 obrazów de Hoocha, przy czym część jest atrybucjami historyków sztuki.

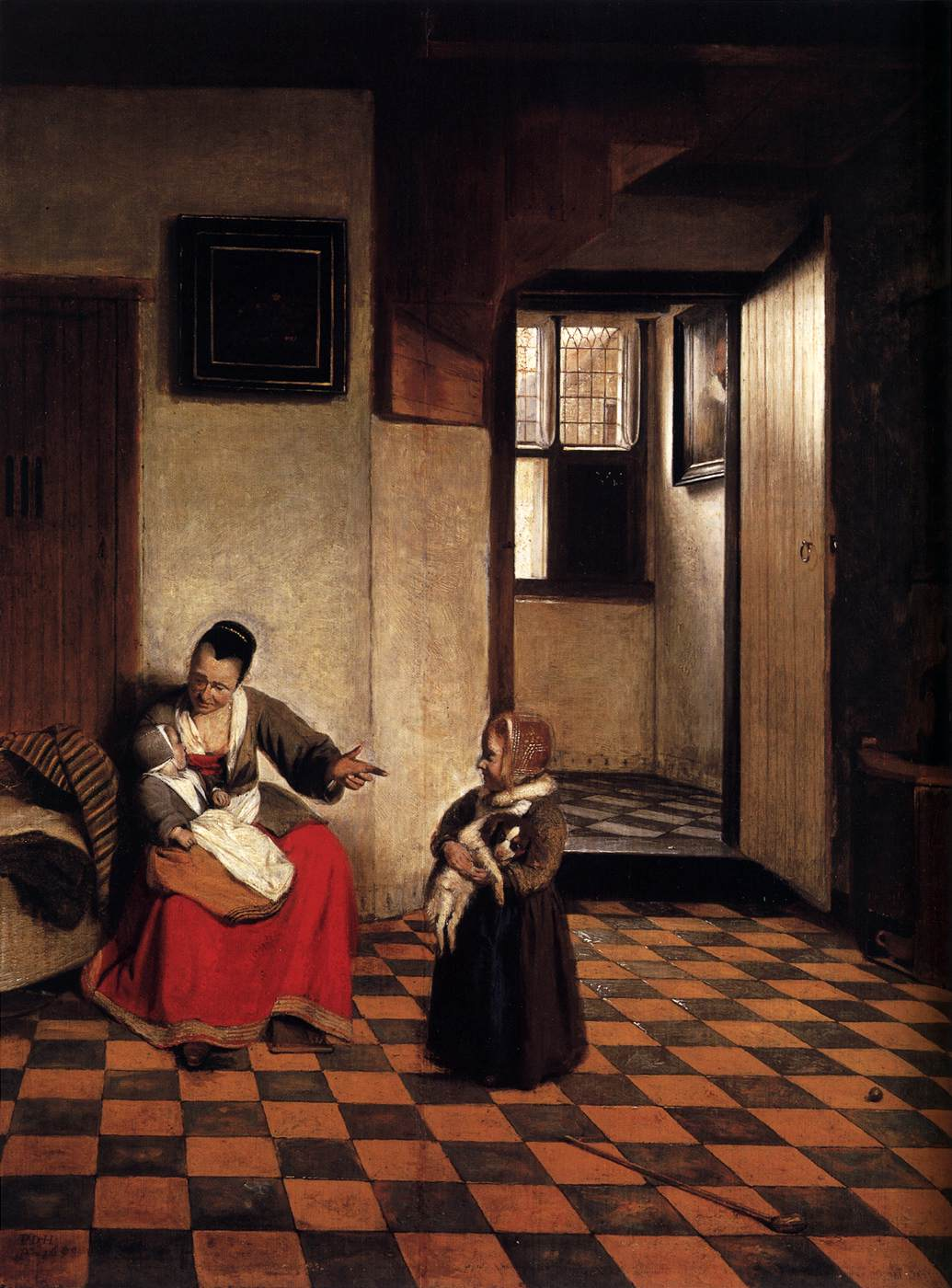
Kobieta z dzieckiem na rękach i chłopczyk, 1658, prywatna kolekcja
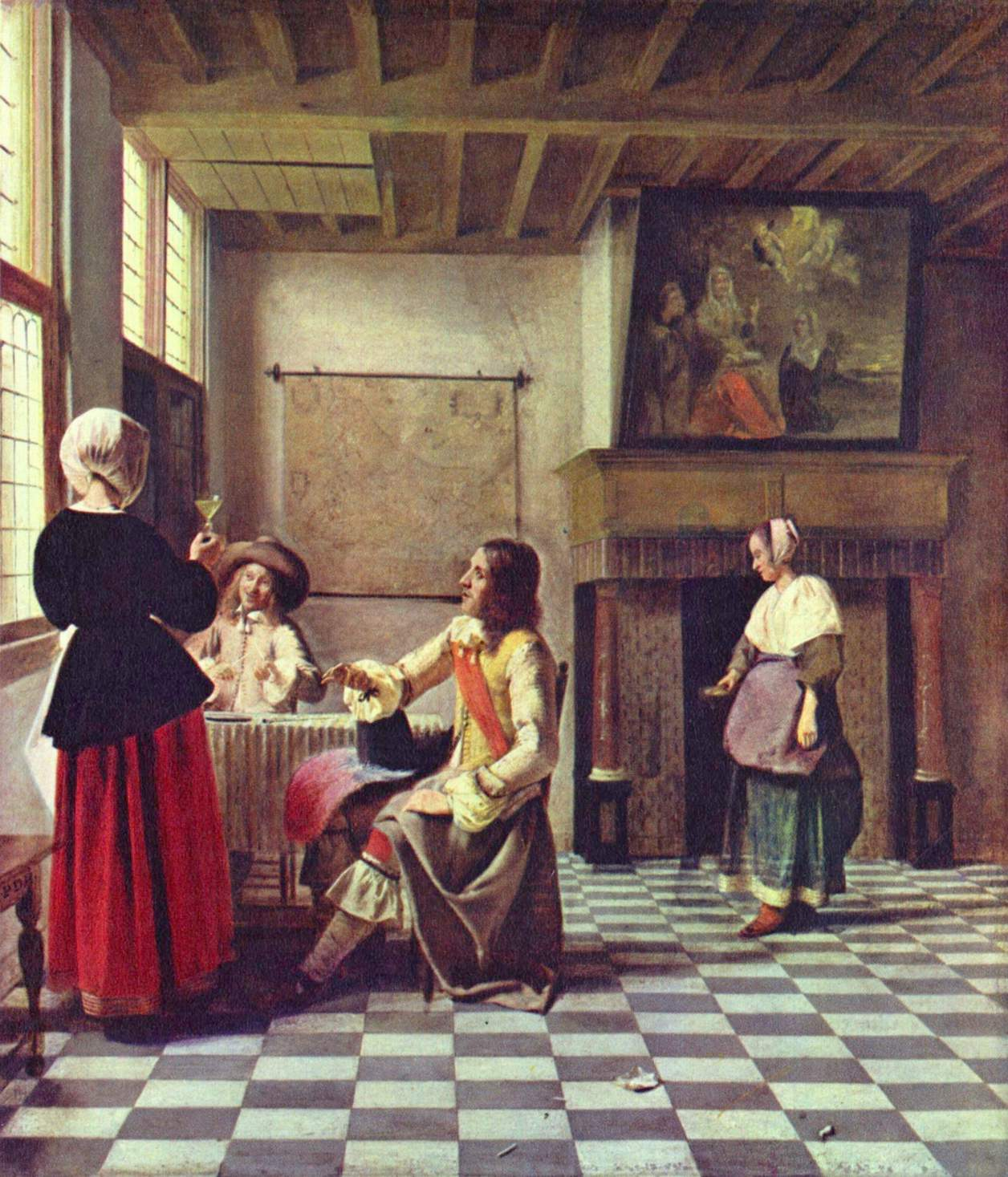
Kobieta pijąca z dwoma mężczyznami, 1658, National Gallery, Londyn
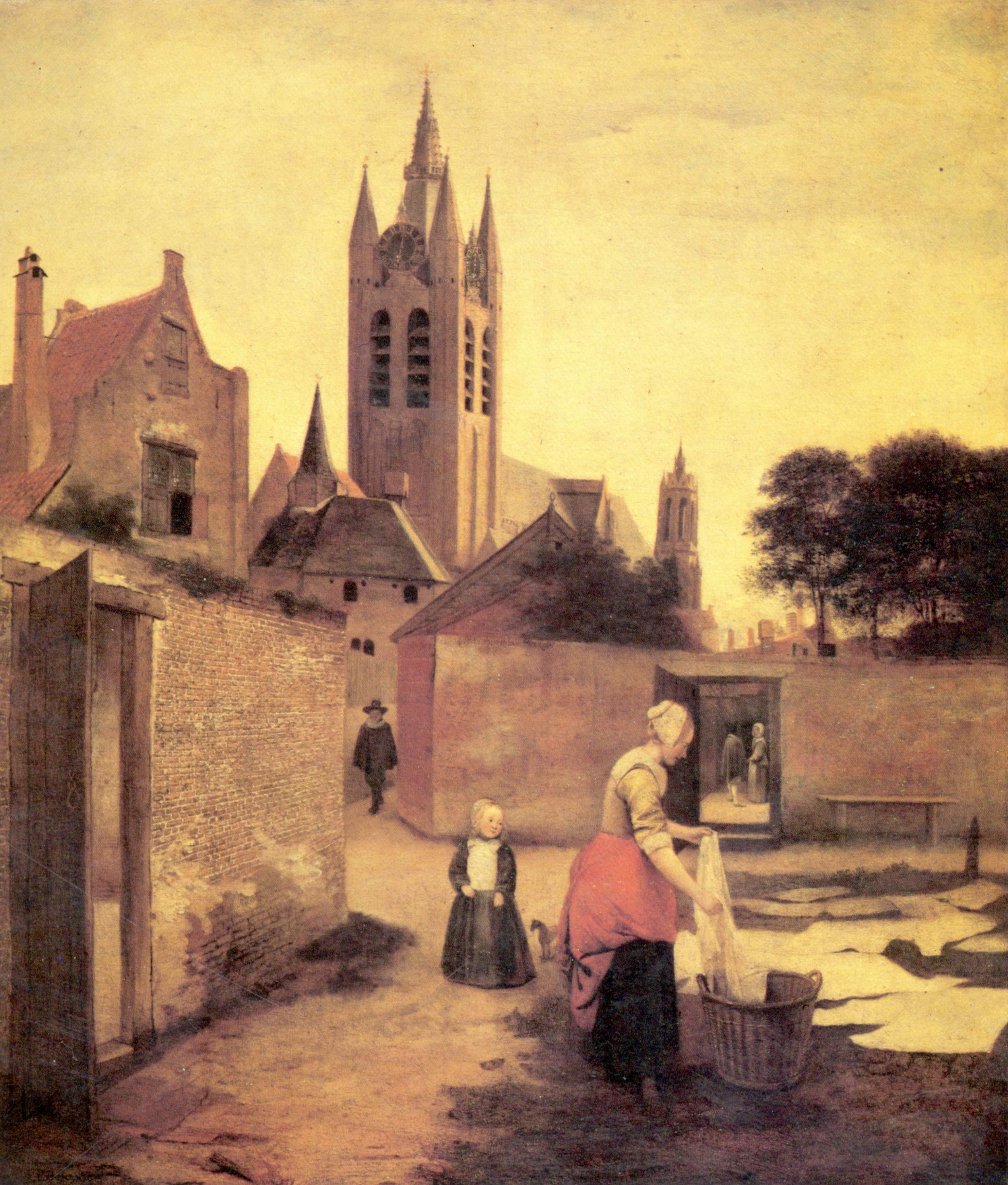
Kobieta z dzieckiem na delfckim podwórku, ok. 1659,  prywatna kolekcja
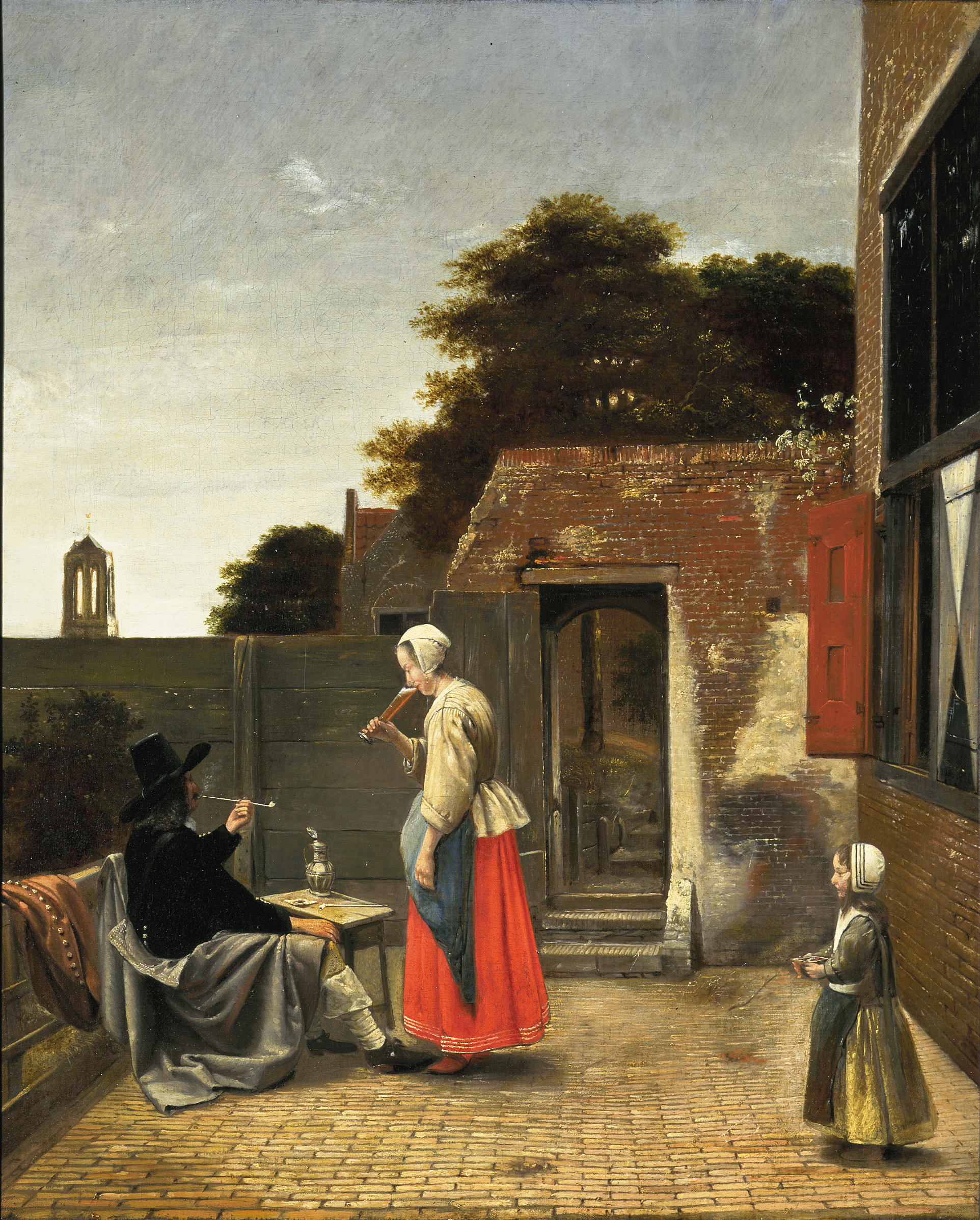
Palenie mężczyzn i kobieta pijąca na dziedzińcu, ok. 1660, Mauritshuis, Haga
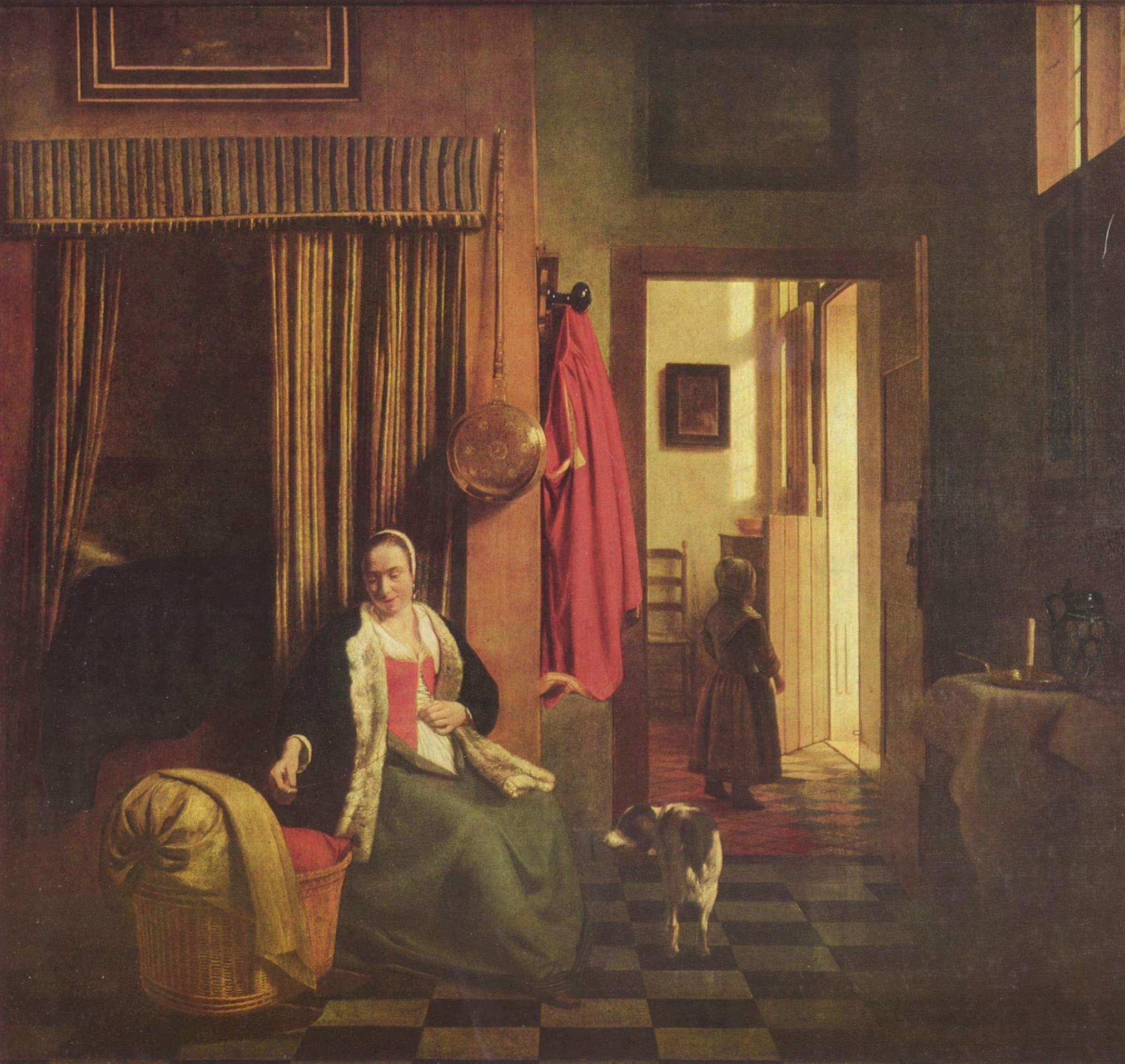
Matka zdejmująca gorset przy kołysce, ok. 1663, Gemäldegalerie, Berlin
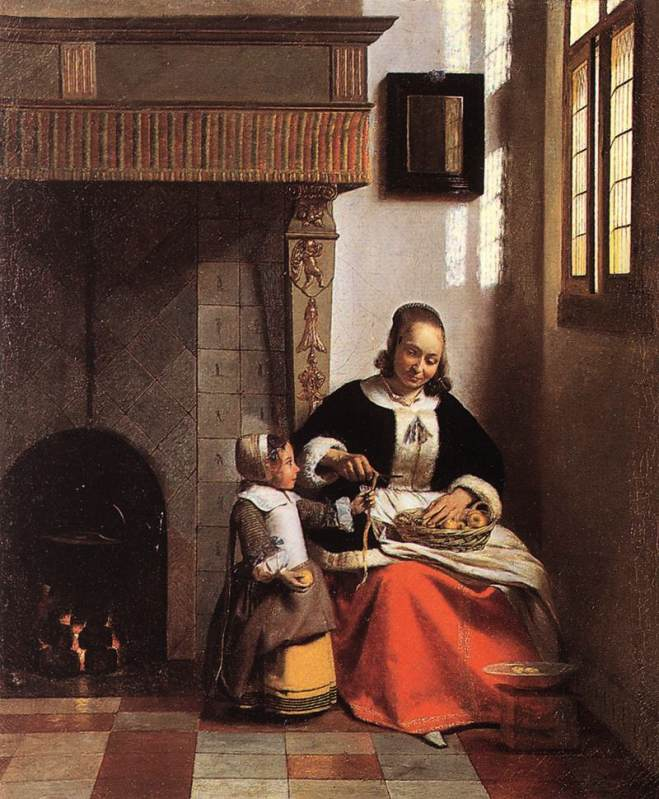
Kobieta obierająca jabłka, 1663, Wallace Collection, Londyn
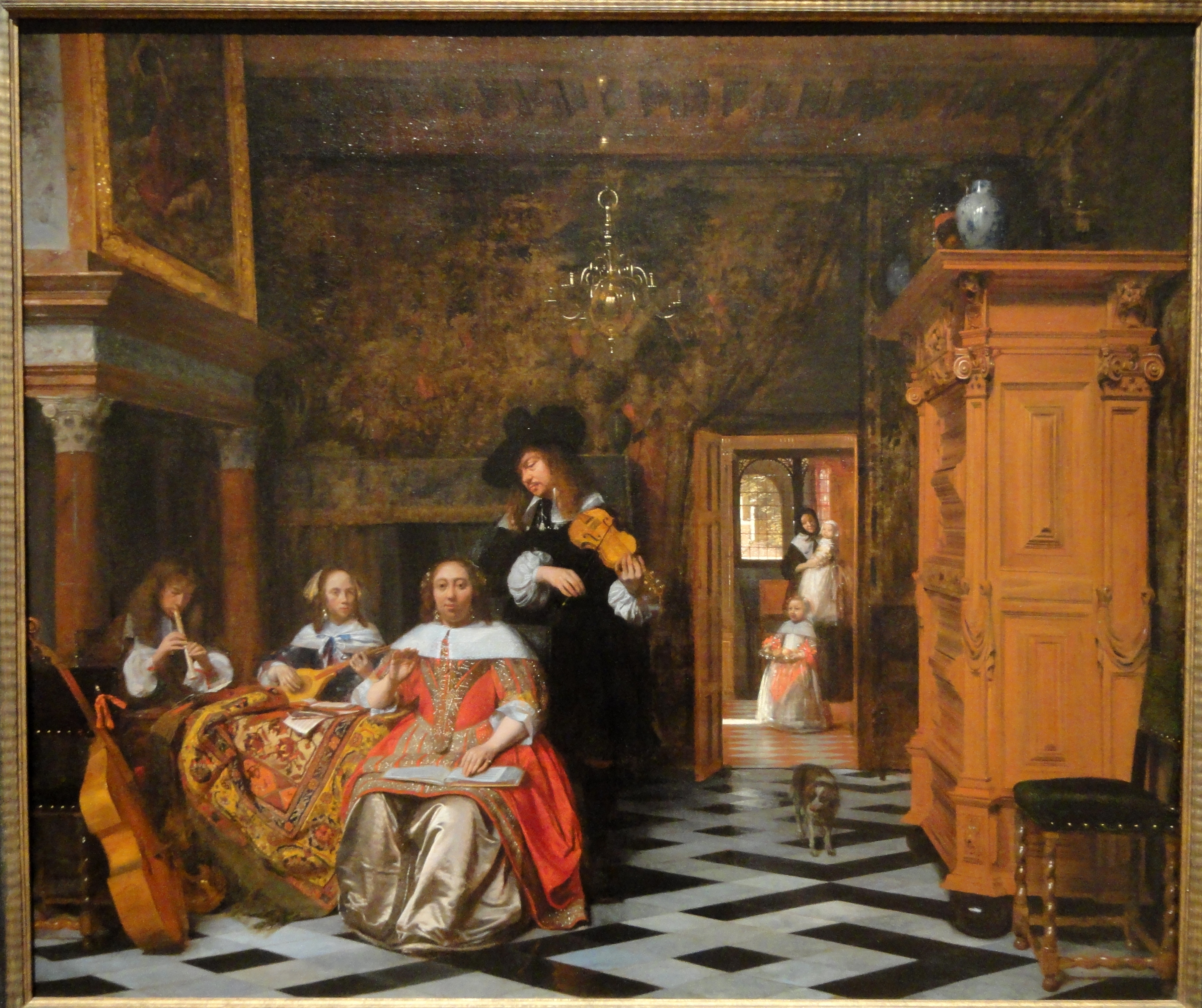
Portret rodziny muzyków, 1663, Cleveland Museum of Art
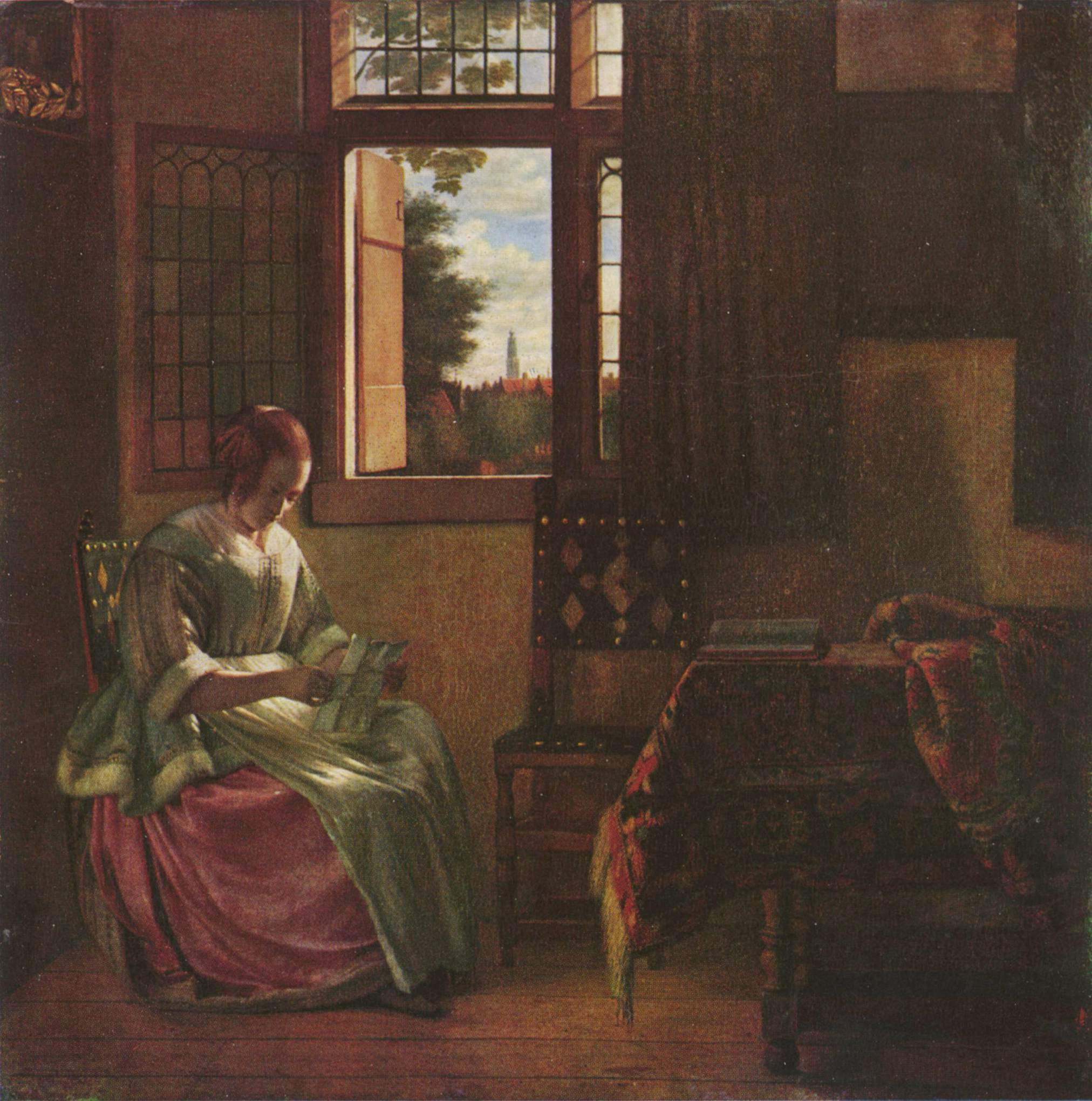
Dziewczyna czytająca list, 1664, Muzeum Sztuk Pięknych, Budapeszt
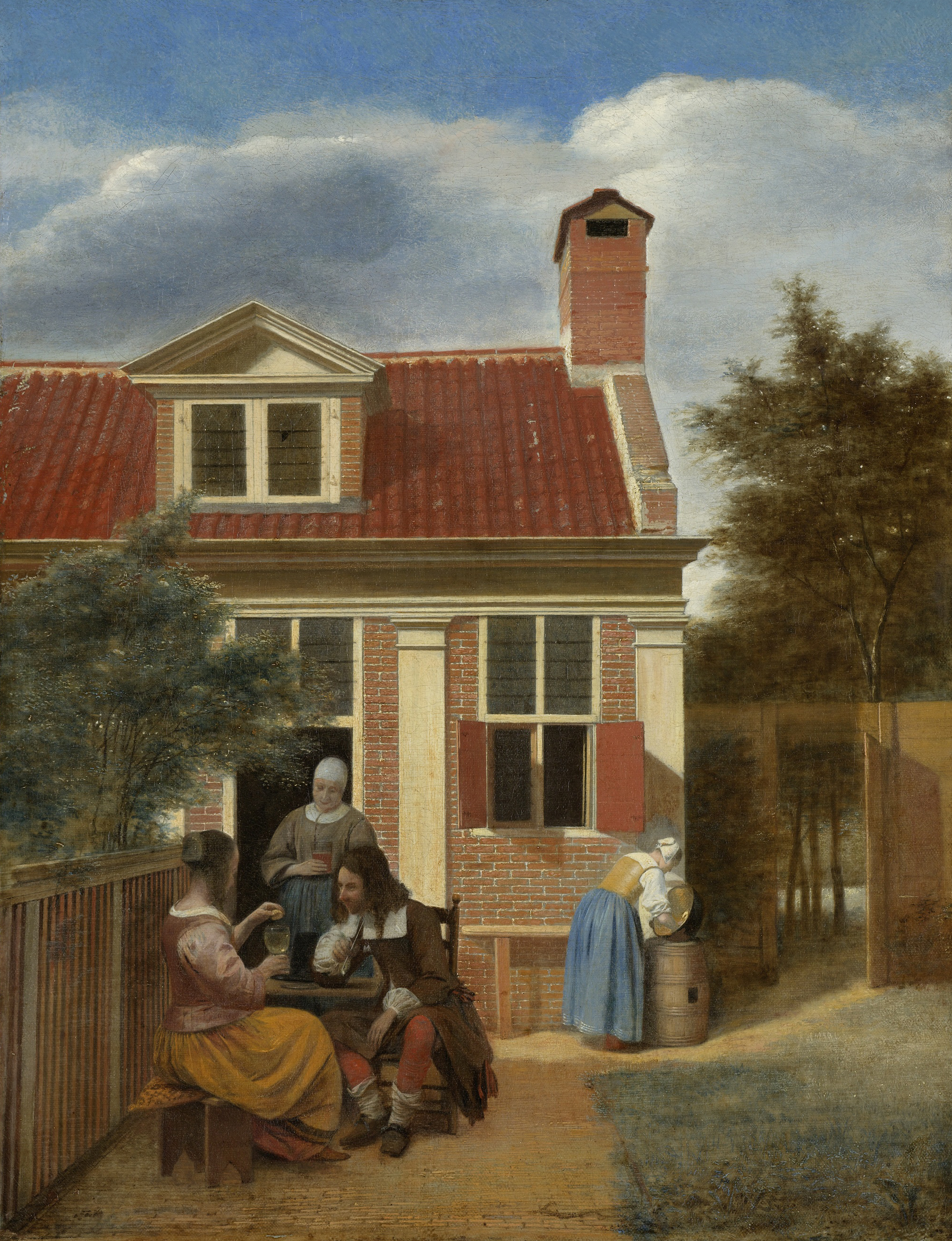
Trzy damy i mężczyzna na podwórku, ok. 1665, Rijksmuseum, Amsterdam
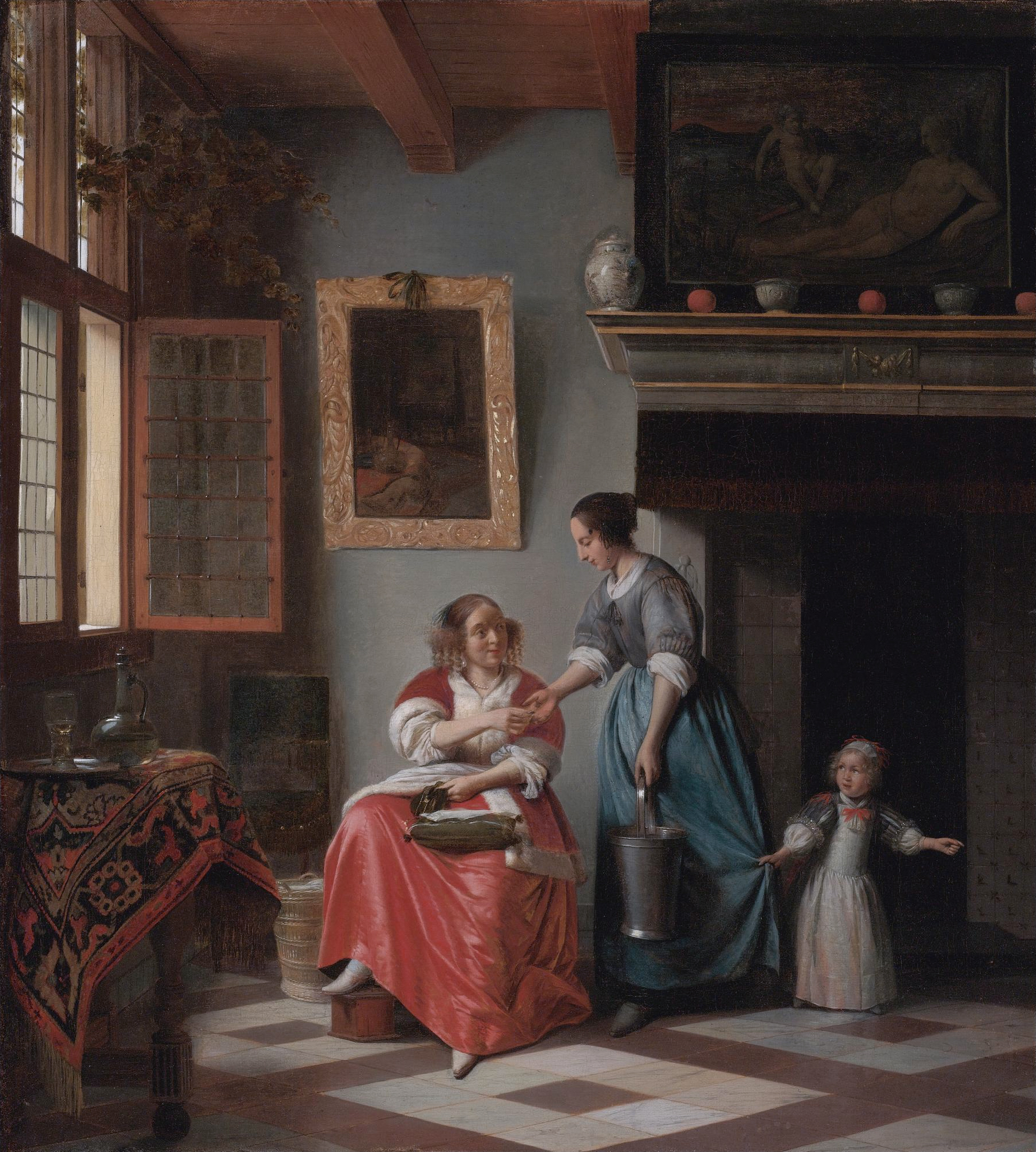
Kobieta przekazuje pieniądze swojemu słudze, 1670, prywatna kolekcja
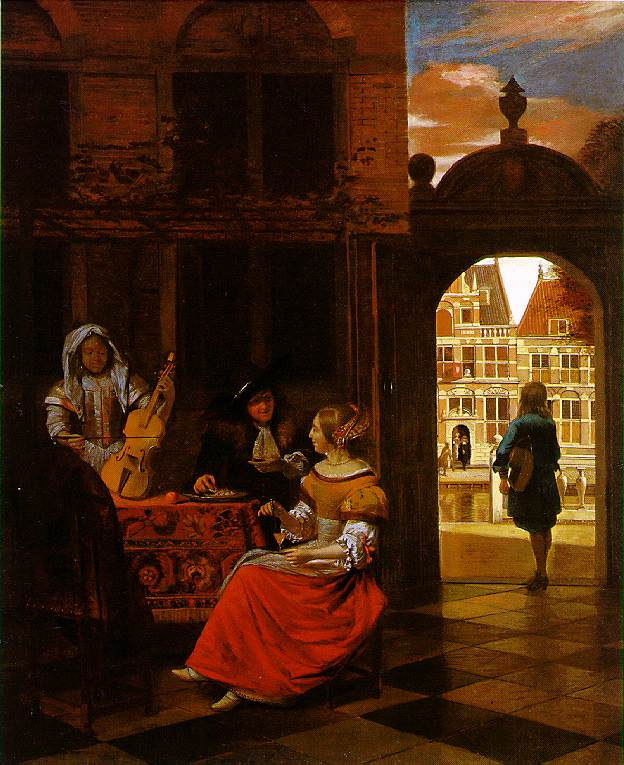
Muzyczne przyjęcie na dziedzińcu, 1677, National Gallery, Londyn